# Comté de Whitley (Indiana)
Pour les articles homonymes, voir Comté de Whitley.
Le comté de Whitley  est un comté de l'État de l'Indiana, aux États-Unis. Il comptait 33 292 habitants en 2010. Son siège est Columbia City.